# Fara Vicentino
Fara Vicentino is een gemeente in de Italiaanse provincie Vicenza (regio Veneto) en telt 3910 inwoners (31-12-2004). De oppervlakte bedraagt 15,3 km², de bevolkingsdichtheid is 256 inwoners per km².
De volgende frazioni maken deel uit van de gemeente: San Giorgio di Perlena.

## Demografie
Fara Vicentino telt ongeveer 1433 huishoudens. Het aantal inwoners steeg in de periode 1991-2001 met 4,1% volgens cijfers uit de tienjaarlijkse volkstellingen van ISTAT.
| Jaar | Inwoneraantal |
| ---- | ------------- |
| 1991 | 3661          |
| 2001 | 3810          |

## Geografie
Fara Vicentino grenst aan de volgende gemeenten: Breganze, Lugo di Vicenza, Mason Vicentino, Molvena, Salcedo, Sarcedo en Zugliano.